# Šemovec Breški
Šemovec Breški je naseljeno mjesto u Republici Hrvatskoj u Zagrebačkoj županiji. Nalazi se u sastavu grada Ivanić-Grada. 

## Zemljopis
Naselje se proteže na površini od 1,65 km². 

## Stanovništvo
| broj stanovnika | 60    | 71    | 78    | 71    | 73    | 79    | 92    | 92    | 77    | 78    | 79    | 65    | 82    | 72    | 89    | 85    | 70    |
|                 | 1857. | 1869. | 1880. | 1890. | 1900. | 1910. | 1921. | 1931. | 1948. | 1953. | 1961. | 1971. | 1981. | 1991. | 2001. | 2011. | 2021. |

Prema popisu stanovništva iz 2001. godine Šemovec Breški ima 89 stanovnika koji žive u 26 kućanstava. Gustoća naseljenosti iznosi 53,94 st./km².